# Sonate pour flûte et piano de Bonis
Pour les articles homonymes, voir Sonate pour flûte et piano.
La Sonate pour flûte et piano, op. 64, est une œuvre de musique de chambre de la compositrice Mel Bonis, datant de 1904.

## Composition
Mel Bonis compose sa Sonate pour flûte et piano en 1904. L'œuvre, dédiée à M. Louis Fleury, est publiée la même année aux éditions Demets. Elle est rééditée aux éditions Fortin et aux éditions Kossack, toutes les deux en 2000.

## Structure
L'œuvre, en ut dièse mineur, est composée de quatre mouvements :
1. Andantino con moto, « dont l'écriture pour chacun des instruments est empreinte de légèreté[2] » ;
2. Scherzo vivace, « plein d'esprit dans un rythme bondissant[2] » ;
3. Adagio, « modérément expansif, [qui] laisse percer une pointe de nostalgie[2] » ;
4. Finale moderato, « promouvant un style dansant et une extrême maîtrise, notamment à travers des traits de belle facture gallique, presque debussyste[2] ».

## Analyse
On trouve dans la Sonate pour flûte et piano des éléments de modulations éloignées, des accords altérés, des enharmonies et des gammes par tons. L'œuvre fait partie des genres de tradition classique. Elle possède une forme cyclique. Elle fait aussi l'objet d'un emploie des accords de neuvième de dominante non fonctionnels, comme le fait aussi Claude Debussy.
Pour la musicologue Florence Launay, l’œuvre « révèle la versatilité de la compositrice, présentant la flûte dans ses diverses expressions pastorales, orientales, nostalgiques ou dansantes, des couleurs qui affectent aussi l'écriture pianistique, tout en légèreté ».

## Réception
La Sonate pour flûte et piano est jouée en audition le 25 février 1904, à la Salle Pleyel. Elle sera rejouée en 1905 et en 1910, à chaque fois par Louis Fleury, accompagné au piano par la compositrice. La pièce est jouée en 1929 par Mme Quinet et René Grisard. En tout, la pièce ne sera jouée que quatre fois du vivant de la compositrice. 
L'œuvre a été copiée à la Bibliothèque nationale de France en 1986 par Ingrid Mayer, Eberhard Mayer et Christine Géliot, en même temps que le Quatuor avec piano no 2 et la Sonate pour violoncelle et piano. Pour Eberhard Mayer, la Sonate pour flûte et piano de Mel Bonis est le pendant français de la sonate Undine du compositeur allemand Carl Reinecke. Les instrumentistes se doivent d'avoir une bonne culture musicale et une excellente connaissance des caractéristiques de l'univers musical de cette période. Le troisième mouvement est le climax de la pièce, avec une partie intermédiaire en forme de scherzo reprenant le thème principal en le transformant en variations aux allures de jazz. 
L'œuvre a été rejouée pour l'une des premières fois dans une salle Rue de Naples, le 31 mai 1997. Elle a été interprétée par Ruth Kronen à la flûte et Friedwart Goebels au piano. 
En 2017, la Sonate a fait l'objet d'un mémoire de Master : The Analysis and Interprétation of the Sonata for Flute and Piano by Mel Bonis, par Hsu Pin-Hsuan, à l'Université Soochow.

## Discographie
- 1998. Œuvres pour flûte et piano, par Kaspar Zehnder (flûte) ; Patrizio Mazzola (piano), Pan classics 510 110, (OCLC 605640737), 1998.
- Compositrices à l'aube du XXe siècle, par Juliette Hurel (flûte) et Hélène Couvert (piano), Alpha 573, 2020[2].

## Sources
- Étienne Jardin, Mel Bonis (1858-1937) : parcours d'une compositrice de la Belle Époque, 2020 (ISBN 978-2-330-13313-9 et 2-330-13313-8, OCLC 1153996478, lire en ligne).
- (fr + en + de) Florence Launay, « Compositrices », p. 7-9, Alpha (573), 2020 .